# Polinomios de Dickson
En matemáticas, los polinomios de Dickson, denotados como Dn(x,α), forman una secuencia polinomial introducida porLeonard Eugene Dickson (1897). Fueron redescubiertos porBrewer (1961) en su estudio de las sumas de Brewer y, en ocasiones, aunque raramente, también se los conoce como polinomios de Brewer.
Sobre los números complejos, los polinomios de Dickson son esencialmente equivalentes a los polinomios de Chebyshov con un cambio de variable, y, de hecho, los polinomios de Dickson a veces se denominan como polinomios de Chebyshov.
Generalmente se estudian sobre un cuerpo finito, donde a veces pueden no ser equivalentes a los polinomios de Chebyshov. Una de las principales razones de interés en estos polinomios es que para α fijo, dan muchos ejemplos de polinomios de permutación; polinomios que actúan como permutaciones de campos finitos.

## Definición

### Primer tipo
Para n > 0 entero y α en un anillo conmutativo R con identidad (a menudo elegido para ser el campo finito Fq = GF(q)) los polinomios de Dickson (de primer tipo) sobre R están dados por
{\displaystyle D_{n}(x,\alpha )=\sum _{i=0}^{\left\lfloor {\frac {n}{2}}\right\rfloor }{\frac {n}{n-i}}{\binom {n-i}{i}}(-\alpha )^{i}x^{n-2i}\,.}
Los primeros polinomios de Dickson son
{\displaystyle {\begin{aligned}D_{1}(x,\alpha )&=x\\D_{2}(x,\alpha )&=x^{2}-2\alpha \\D_{3}(x,\alpha )&=x^{3}-3x\alpha \\D_{4}(x,\alpha )&=x^{4}-4x^{2}\alpha +2\alpha ^{2}\\D_{5}(x,\alpha )&=x^{5}-5x^{3}\alpha +5x\alpha ^{2}\,.\end{aligned}}}
También pueden ser generados por relación de recurrencia para n ≥ 2,
{\displaystyle D_{n}(x,\alpha )=xD_{n-1}(x,\alpha )-\alpha D_{n-2}(x,\alpha )\,,}
con las condiciones iniciales D0(x,α) = 2 y D1(x,α) = x.

### Segundo tipo
Los polinomios de Dickson de segundo tipo, En(x,α), están definidos por
{\displaystyle E_{n}(x,\alpha )=\sum _{i=0}^{\left\lfloor {\frac {n}{2}}\right\rfloor }{\binom {n-i}{i}}(-\alpha )^{i}x^{n-2i}.}
No se han estudiado mucho y tienen propiedades similares a las de los polinomios de Dickson de primer tipo.
Los primeros polinomios de Dickson de segundo tipo son
{\displaystyle {\begin{aligned}E_{0}(x,\alpha )&=1\\E_{1}(x,\alpha )&=x\\E_{2}(x,\alpha )&=x^{2}-\alpha \\E_{3}(x,\alpha )&=x^{3}-2x\alpha \\E_{4}(x,\alpha )&=x^{4}-3x^{2}\alpha +\alpha ^{2}\,.\end{aligned}}}
También pueden ser generados por la relación de recurrencia para n ≥ 2,
{\displaystyle E_{n}(x,\alpha )=xE_{n-1}(x,\alpha )-\alpha E_{n-2}(x,\alpha )\,,}
con las condiciones iniciales E0(x,α) = 1 y E1(x,α) = x.

## Propiedades
Los Dn son los únicos polinomios monónicos que satisfacen la ecuación funcional
{\displaystyle D_{n}\left(u+{\frac {\alpha }{u}},\alpha \right)=u^{n}+\left({\frac {\alpha }{u}}\right)^{n},}
donde α ∈ Fq y u ≠ 0 ∈ Fq2.
También satisfacen una regla de composición,
{\displaystyle D_{mn}(x,\alpha )=D_{m}{\bigl (}D_{n}(x,\alpha ),\alpha ^{n}{\bigr )}\,=D_{n}{\bigl (}D_{m}(x,\alpha ),\alpha ^{m}{\bigr )}\,.}
En también satisface una ecuación funcional
{\displaystyle E_{n}\left(y+{\frac {\alpha }{y}},\alpha \right)={\frac {y^{n+1}-\left({\frac {\alpha }{y}}\right)^{n+1}}{y-{\frac {\alpha }{y}}}}\,,}
para y ≠ 0, y2 ≠ α, con α ∈ Fq y y ∈ Fq2.
El polinomio de Dickson y = Dn es una solución de la ecuación diferencial ordinaria
{\displaystyle \left(x^{2}-4\alpha \right)y''+xy'-n^{2}y=0\,,}
y el polinomio de Dickson y = En es una solución de la ecuación diferencial
{\displaystyle \left(x^{2}-4\alpha \right)y''+3xy'-n(n+2)y=0\,.}
Sus funciones generadoras ordinarias son
{\displaystyle {\begin{aligned}\sum _{n}D_{n}(x,\alpha )z^{n}&={\frac {2-xz}{1-xz+\alpha z^{2}}}\\\sum _{n}E_{n}(x,\alpha )z^{n}&={\frac {1}{1-xz+\alpha z^{2}}}\,.\end{aligned}}}

## Enlaces a otros polinomios
Por la relación de recurrencia anterior, los polinomios de Dickson son sucesiones de Lucas. Específicamente, para α = −1, los polinomios de Dickson de primer tipo son polinomios de Fibonacci, y los polinomios de Dickson de segundo tipo son polinomios de Lucas.
Por la regla de composición anterior, cuando α es idempotente, la composición de los polinomios de Dickson del primer tipo es conmutativa.
- Los polinomios de Dickson con el parámetro α = 0 dan monomios

{\displaystyle D_{n}(x,0)=x^{n}\,.}
- Los polinomios de Dickson con el parámetro α = 1 están relacionados con los polinomios de Chebyshov Tn(x) = cos (n arccos x) de primer tipo de[1]

{\displaystyle D_{n}(2x,1)=2T_{n}(x)\,.}
- Dado que el polinomio de Dickson Dn(x,α) se puede definir sobre anillos con idempotencias adicionales, Dn(x,α) a menudo no está relacionado con un polinomio de Chebyshov.

## Polinomios de permutación y polinomios de Dickson
Un polinomio de permutación (para un campo finito dado) es uno que actúa como una permutación de los elementos del campo finito.
El polinomio de Dickson Dn(x, α) (considerado como una función de x con α fijo) es un polinomio de permutación para el campo con elementos de q si y solo si n es coprimo con respecto a q2 − 1.
Fried (1970) demostró que cualquier polinomio integral que sea un polinomio de permutación para infinitos campos principales es una composición de polinomios de Dickson y de polinomios lineales (con coeficientes racionales). Esta afirmación se conoce como la conjetura de Schur, aunque en realidad Schur no hizo esta conjetura. Dado que el artículo de Fried contenía numerosos errores,Turnwald (1995) proporcionó una redacción corregida, y posteriormenteMüller (1997) dio una prueba más simple en la línea de un argumento debido a Schur.
Además,Müller (1997) demostró que cualquier polinomio de permutación sobre el campo finito Fq cuyo grado es simultáneo a q y menor que q14 debe ser una composición de polinomios de Dickson y de polinomios lineales.

## Generalización
Los polinomios de Dickson de ambos tipos sobre campos finitos se pueden considerar como miembros iniciales de una secuencia de polinomios de Dickson generalizados conocidos como polinomios de Dickson de tipo (k + 1)th. Específicamente, para α ≠ 0 ∈ Fq con q = pe para algunos p primarios y cualquier número entero n ≥ 0 y 0 ≤ k < p, el  'n polinomio de Dickson del tipo (k + 1)th'  sobre Fq, denotado por Dn,k(x,α), se define mediante
{\displaystyle D_{0,k}(x,\alpha )=2-k}
y
{\displaystyle D_{n,k}(x,\alpha )=\sum _{i=0}^{\left\lfloor {\frac {n}{2}}\right\rfloor }{\frac {n-ki}{n-i}}{\binom {n-i}{i}}(-\alpha )^{i}x^{n-2i}\,.}
Dn,0(x,α) = Dn(x,α) y Dn,1(x,α) = En(x,α), mostrando que esta definición unifica y generaliza los polinomios originales de Dickson.
Las propiedades significativas de los polinomios de Dickson también se generalizan:
- Relación de recurrencia: para n ≥ 2,

{\displaystyle D_{n,k}(x,\alpha )=xD_{n-1,k}(x,\alpha )-\alpha D_{n-2,k}(x,\alpha )\,,}
con las condiciones iniciales D0,k(x,α) = 2 − k y D1,k(x,α) = x.
- Ecuación funcional:

{\displaystyle D_{n,k}\left(y+\alpha y^{-1},\alpha \right)={\frac {y^{2n}+k\alpha y^{2n-2}+\cdots +k\alpha ^{n-1}y^{2}+\alpha ^{n}}{y^{n}}}={\frac {y^{2n}+{\alpha }^{n}}{y^{n}}}+\left({\frac {k\alpha }{y^{n}}}\right){\frac {y^{2n}-{\alpha }^{n-1}y^{2}}{y^{2}-\alpha }}\,,}
donde y ≠ 0, y2 ≠ α.
- Función generadora:

{\displaystyle \sum _{n=0}^{\infty }D_{n,k}(x,\alpha )z^{n}={\frac {2-k+(k-1)xz}{1-xz+\alpha z^{2}}}\,.}